# Eumenophorus stridulantissimus
Eumenophorus stridulantissimus is een spinnensoort in de taxonomische indeling van de vogelspinnen (Theraphosidae).
Het dier behoort tot het geslacht Eumenophorus. De wetenschappelijke naam van de soort werd voor het eerst geldig gepubliceerd in 1907 door Strand.

## Voorkomen
De soort komt voor in Afrika.